# Sinophorus pleuralis
Sinophorus pleuralis är en stekelart som först beskrevs av Thomson 1887.  Sinophorus pleuralis ingår i släktet Sinophorus och familjen brokparasitsteklar. Arten är reproducerande i Sverige. Inga underarter finns listade i Catalogue of Life.